# Майкорское сельское поселение
Ма́йкорское сельское поселение — муниципальное образование в Юсьвинском районе Пермского края Российской Федерации.
Административный центр — посёлок Майкор.

## История
Статус и границы сельского поселения установлены Законом Коми-Пермяцкого автономного округа 19 ноября 2004 года № 64 «Об утверждении границ и о наделении статусом муниципальных образований Юсьвинского района Коми-Пермяцкого автономного округа»

## Население
| 2010  | 2012  | 2013  | 2014  | 2015  | 2016  | 2017  |
| ----- | ----- | ----- | ----- | ----- | ----- | ----- |
| 3255  | ↘3201 | ↘3165 | ↘3116 | ↘2998 | ↘2979 | ↘2910 |
| 2018  | 2019  |       |       |       |       |       |
| ↘2863 | ↘2787 |       |       |       |       |       |

## Состав сельского поселения
| № | Населённый пункт | Тип населённого пункта          | Население |
| - | ---------------- | ------------------------------- | --------- |
| 1 | Горки            | посёлок                         | ↗113      |
| 2 | Городище         | деревня                         | ↘0        |
| 3 | Майкор           | посёлок, административный центр | ↘2407     |
| 4 | Они              | село                            | ↗458      |
| 5 | Полюты           | деревня                         | ↗8        |
| 6 | Потапово         | деревня                         | ↗19       |